# SX Геркулеса
SX Геркулеса (лат. SX Herculis, HD 144921) — двойная звезда в созвездии Геркулеса на расстоянии приблизительно 4985 световых лет (около 1528 парсек) от Солнца. Видимая звёздная величина звезды — от +10,9m до +8,6m.

## Характеристики
Первый компонент — оранжевый гигант, пульсирующая полуправильная переменная звезда типа SRD (SRD) спектрального класса G3ep-K0(M3)*, или KIIvw, или K2*. Масса — около 4,921 солнечной, радиус — около 114,141 солнечного, светимость — около 2215,462 солнечной. Эффективная температура — около 4137 K.
Второй компонент — красный карлик спектрального класса M. Масса — около 99,14 юпитерианской (0,09464 солнечной). Удалён в среднем на 2,544 а.е..